# 麦拉尼皮德斯
麦拉尼皮德斯（前520年—前450年）。古希腊米利都的酒歌诗人之一，他多年活动于古希腊城邦，于马其顿贝尔迪卡斯的宫廷中终老。他由于采用抒情独唱的方式改变了酒歌的结构而为时人所知。其作品存世极少。